# Parque municipal y área natural de manejo integrado Gran Mojos
El Parque Municipal y Área Natural de Manejo Integrado Gran Mojos, también llamado Área Protegida Municipal Gran Mojos, es un área protegida de Bolivia ubicada al centro del país. El área protegida se encuentra dentro del municipio de Loreto en la provincia de Marbán del departamento del Beni.
Cuenta con una superficie de 580 430 hectáreas que cubre cerca del 95 % de la superficie municipal, dentro de la llanura de inundación de la parte central del río Mamoré. Del total del área protegida, 85 000 hectáreas corresponden a una zona de bosque primario, que ha sido declarada bajo la categoría de Parque Municipal. El resto, o sea 495 430 hectáreas, se han consolidado como un Área Natural de Manejo Integrado (ANMI), puesto que allí habitan un aproximado de 14 comunidades indígenas.
La creación del área protegida fue declarada el 25 de febrero de 2017 por el gobierno municipal de Loreto, con el fin preservar especies amenazadas como el bufeo, el jaguar y principalmente la paraba Barba Azul, que es endémica de Bolivia.

## Geografía
El área protegida Gran Mojos se encuentra en el sur del departamento del Beni, al centro de Bolivia. Está conectada con otras áreas protegidas, colindando al sur con el Territorio indígena y parque nacional Isiboro-Sécure (Tipnis) y al norte con el área protegida municipal Ibare-Mamoré. Además está dentro del Corredor Amboró-Madidi, que es una serie de parques y áreas protegidas en las últimas estribaciones de los Andes.

## Fauna
Un estudio de diagnóstico integral para la creación del área, elaborado por el Centro de Investigación en Biodiversidad y Medio Ambiente (Cibioma) y la Fundación para la Conservación de los Loros de Bolivia (CLB), ha determinado que en Gran Mojos existen 463 especies, correspondientes a 316 géneros, algo superior en comparación con otras áreas protegidas del departamento del Beni.

### Paraba barba azul
La especie bandera de Gran Mojos es el guacamayo Barba Azul, conocido localmente como Paraba Barba Azul, que es endémica del Beni y se encuentra en peligro crítico de extinción. En el área protegida se encuentra la reserva con la mayor área de nidificación del ave que se conoce. Según ornitólogos, solo quedaría una población total estimada de 250 individuos.